# Quini Álvarez
Joaquín Álvarez Álvarez (Madrid, España, 4 de julio de 1980), conocido deportivamente como Quini, es un exfutbolista español. Jugaba como delantero y desarrolló gran parte de su carrera en la A.D. Alcorcón y  C. D. Leganés, siendo primer máximo goleador de la historia de la agrupación alfarera y tercero máximo goleador del club pepinero.

## Trayectoria
Es un delantero formado en las categorías inferiores de equipos modestos de Madrid, anteriormente jugó en equipos como Atlético de Pinto B, Atlético de Pinto, Atlético Valdemoro, C. D. Leganés B, CD Puerta Bonita, RSD Alcalá, AD Alcorcón, Zamora CF, Mazarrón CF consiguiendo el ascenso a Segunda División B. 
El gran talento goleador de Quini le llevó al Club Deportivo Leganés, conjunto al que llegó para reforzar la delantera y lograr consolidarse como el tercer máximo goleador en la historia del equipo pepinero. En 2010 se convierte en nuevo jugador del Alcorcón para jugar su primera temporada en Segunda División. En esta categoría fue considerado uno de los jugadores más prestigiosos y mediáticos en nuestro país. 
En la temporada 2010/2011, en su debut en Segunda y en el de su equipo, consigue colocarse como máximo goleador de la categoría. Acabó la temporada con la insólita cifra de 24 goles anotados. En la segunda temporada, tras marcar 15 goles, la agrupación estuvo a punto de ascender a Primera División, a falta de un gol contra el Valladolid.
Tras más de dos años en el equipo alfarero, el 29 de diciembre de 2012, se conocía su cesión al Racing de Santander hasta final de temporada, dejando muy buenas sensaciones en la afición racinguista. A principios de febrero de 2014, el delantero rescinde el contrato con la A.D. Alcorcón y finaliza su etapa en el club madrileño en el que dejó la imborrable huella de ser el máximo goleador de la historia del conjunto alfarero.
El 17 de agosto de 2014 ficha por el C.D. Eldense para reforzar al equipo en su andadura en la Segunda División B. En enero de 2015, Quini anuncia su retirada del fútbol y pasa a hacerse cargo de la dirección deportiva del equipo alicantino. Un año después, pasó a ser director deportivo del CD Guadalajara.
En la actualidad, preside un club de fútbol del que es dueño y colabora asiduamente en medios de comunicación -radio, televisión y prensa- de alcance nacional como Cadena Ser, GOL TV, La Razón y Radio Marca.

## Clubes
| Club                           | País   | Año       |
| ------------------------------ | ------ | --------- |
| Club Atlético de Pinto "B"     | España | ¿?-1998   |
| Club Atlético de Pinto         | España | 1998-1999 |
| Club Atlético Valdemoro        | España | 1999-2000 |
| Club Deportivo Leganés "B"     | España | 2000-2001 |
| Club Deportivo Puerta Bonita   | España | 2001-2002 |
| Club Atlético de Pinto         | España | 2002-2003 |
| Real Sociedad Deportiva Alcalá | España | 2003-2004 |
| A.D. Alcorcón                  | España | 2004-2005 |
| Zamora CF                      | España | 2005-2007 |
| Mazarrón CF                    | España | 2007      |
| CD Leganés                     | España | 2007-2010 |
| A.D. Alcorcón                  | España | 2010-2012 |
| Racing de Santander            | España | 2012-2013 |
| A.D. Alcorcón                  | España | 2013-2014 |
| Club Deportivo Eldense         | España | 2014      |